# Деревенский роман
«Деревенский роман» (англ. A Village Affair) — мелодрама 1995 года режиссёра Мойры Армстронг, снятая по одноимённому роману 1989 года Джоанны Троллоп.

## Сюжет
Элис и Мартин купили дом в сельской местности, куда переехали жить вместе с детьми. На приёме у местных аристократов они знакомятся с Клодой — дочерью хозяев, только что вернувшейся из Америки. Клода быстро сближается с Элис, помогая ей ухаживать за детьми. Она чувствует, что Элис потеряна и несчастна глубоко внутри, несмотря на кажущееся благополучие. Общение с жизнерадостной Клодой пробуждает в Элис жизнь, она снова начинает рисовать, чувствует себя свободной и счастливой. Клода признаётся Элис, что её забота о ней вызвана любовью. Но Элис тоже влюблена в девушку, она ещё никогда не была так счастлива. В гости к семье приезжает старший брат Мартина, Энтони. В отместку за неприступность Элис, он рассказывает всем о её связи с Клодой. В деревне разражается скандал. Выясняя отношения, Мартин и Элис понимают, что любят друг друга и детей, несмотря на однообразие их жизни. Яркое чувство к Клоде не в силах затмить десять лет брака, и Элис расстаётся с любимой.

## Актёрский состав
| В ролях          |  | Персонаж                      |
| ---------------- |  | ----------------------------- |
| Софи Уорд        |  | Элис Джордан                  |
| Керри Фокс       |  | Клода Юнвин                   |
| Натаниель Паркер |  | Мартин Джордан, муж Элис      |
| Джереми Нортем   |  | Энтони Джордан, брат Мартина  |
| Клэр Блум        |  | Сесилия Джордан, мать Мартина |

| В ролях          |  | Персонаж                    |
| ---------------- |  | --------------------------- |
| Кира Найтли      |  | Наташа Джордан, дочь Элис   |
| Джексон Лич      |  | Джеймс Джордан, сын Элис    |
| Майкл Гаф        |  | Сэр Ральф Юнвин, отец Клоды |
| Барбара Джеффорд |  | Леди Юнвин, мать Клоды      |
|                  |  |                             |